# Raymond Weiller
Raymond Weiller (* 1938; † April 2022) war ein luxemburgischer Historiker und Numismatiker. Er leitete das Medaillenkabinett des luxemburgischen Nationalmuseums für Geschichte und Kunst (Musée National d'Histoire et d'Art, MNHA).

## Leben und Wirken
Raymond Weiller arbeitete als Bankkaufmann, bevor er an das damalige Staatsmuseum kam. Dort wurde er im Jahr 1966 Chef de Service f.f. des Münzkabinetts. 
Seit 1969 war Raymond Weiller Mitglied der Section historique des Institut Grand-Ducal.

## Auszeichnungen
- 1984 Ehrendoktorwürde (Dr. h. c.) der philosophischen Fakultät der Katholischen Universität Löwen (in  Neu-Löwen)
- 1987 Ehrenpreis der Gesellschaft für Internationale Geldgeschichte

## Veröffentlichungen (Auswahl)
- Distinctions honorifiques du Grand-Duché de Luxembourg - I. Décorations officielles ; hrsg. vom Staatsministerium, Luxemburg (Druck: editpress, Esch-Uelzecht), 1988; 142 S. (ill.) + XXVI Tafeln.
- Supplément aux catalogues des distinctions honorifiques luxembourgeoises ; in: Hémecht, Jg. 48 (1996), Heft 2; S. 249–268 (inkl. 5 Tafeln -> I - V).
- Distinctions honorifiques du Grand-Duché de Luxembourg - II. Décorations privées ; hrsg. vom Staatsministerium, Luxemburg, 1989.
- Les médailles dans l'histoire du pays de Luxembourg, Publications d'histoire de l'art et d'archéologie de l'université catholique de Louvain, XCIII. Numismatica Lovaniensia 17, Neu-Löwen, 1997. 97 S.
- Le portrait dans l'histoire du pays de Luxembourg, Gravures anciennes, Musée national d'histoire et d'art, 1979.
- Le portrait dans l'histoire du pays de Luxembourg, Gravures anciennes, Musée national d'histoire et d'art, 1983.
- Médailles attribuées aux Rosiéristes Soupert & Notting, Musée national d'histoire et d'art, 1990, 92 S.
- Jetons luxembourgeois modernes : documents socio-culturels des XIXe - XXe siècles, Louvain-la-Neuve : Département d'archéologie et d'histoire de l'art. Séminaire de numismatique Marcel Hoc ; Luxembourg : R. Weiller, 1994–2001. - 3 Bände, Publications d'histoire de l'art et d'archéologie de l'Université catholique de Louvain.
- 125 ans de papier-monnaie luxembourgeois, (Hrsg. anlässlich des 125jährigen Bestehens der Banque Internationale à Luxembourg), Luxemburg, 1981.
- La circulation monétaire depuis la fin de l'Ancien Régime - Aperçu succint ; in: Mémorial 1989 - La société luxembourgeoise de 1839 à 1989; Edition Les Publications mosellanes (Nr. 28, unter der Leitung von Martin Gerges); Luxemburg, 1989; S. 883–888 (Bibliogr.).
- Supplément au catalogue du papier-monnaie luxembourgeois, In: Hémecht Jg. 48, 1996, H. 1, S. 83–115
- Die Münzfunde aus der Grabung vom Tetelbierg. In: Publications de la Section historique de l'Institut Grand-Ducal de Luxembourg Bd. 91, 1977, S. 117–200.
- La circulation monétaire et les trouvailles numismatiques du Moyen-Age et des Temps modernes au Luxembourg III, Publications Nationales du Ministère de la Culture, 1996.
- Catalogue des sceaux de Henri de Gomand, hrsg. vom Musée d'Histoire et d'Art - Luxembourg, Cabinet des Médailles; Luxemburg, 1984; 144 S.
- Der Schatzfund von Goeblingen-"Miécher" (1983) – Antoniniane und Nachahmungen des späten 3. Jhs. SFMA 6, Berlin, 1988.
- (Weitere Veröffentlichungen bei Google Digital Library Numis)